# USS Los Angeles (SSN-688)
| USS Los Angeles (SSN-688)  |                             |                             |
|                            |                             |                             |
|                            |                             |                             |
| Порт приписки              | Перл Харбор                 | Перл Харбор                 |
| Спуск на воду              | 6 квітня 1974               | 6 квітня 1974               |
| Виведений зі складу флоту  | 23 січня 2010               | 23 січня 2010               |
| Сучасний статус            | Списаний                    | Списаний                    |
| Проєкт                     |                             |                             |
| Тип ПЧ                     | SSN                         | SSN                         |
| Розробник проєкту          | Newport News                | Newport News                |
| Основні характеристики     |                             |                             |
| Швидкість (надводна)       | 25 вузлів                   | 25 вузлів                   |
| Швидкість (підводна)       | 30 вузлів                   | 30 вузлів                   |
| Робоча глибина занурення   | 290 м                       | 290 м                       |
| Екіпаж                     | 134                         | 134                         |
| Розміри                    |                             |                             |
| Довжина найбільша (по КВЛ) | 110,3 м                     | 110,3 м                     |
| Ширина корпусу найб.       | 10 м                        | 10 м                        |
| Середня осадка (по КВЛ)    | 9,4 м                       | 9,4 м                       |
| Водотоннажність надводна   | 5700 т                      | 5700 т                      |
| Озброєння                  |                             |                             |
| Торпедно- мінне озброєння  | 4 x 533-мм торпедні апарати | 4 x 533-мм торпедні апарати |
| Ракетне озброєння          | Mark-48 Гарпун Томагавк     | Mark-48 Гарпун Томагавк     |

«Лос-Анджелес» (англ. USS Los Angeles (SSN-688)) — Багатоцільовий атомний підводний човен, є головним в серії з 62 підводних човнів типу «Лос-Анджелес», побудованих для ВМС США. Він став четвертим кораблем ВМФ США, названим на честь міста Лос-Анджелес, штат Каліфорнія. Призначений для боротьби з підводними човнами і надводними кораблями противника, а також для ведення розвідувальних дій, спеціальних операцій, перекидання спецпідрозділів, нанесення ударів, мінування, пошуково-рятувальних операцій.

## Будівництво
Контракт на будівництво був підписаний Newport News в місті Ньюпорт-Ньюс, штат Вірджинія, 8 січня 1971 року, кіль був закладений 8 січня 1972 року. Спущений на воду 6 квітня 1974 року, а в експлуатацію надійшов 13 листопада 1976 року. На демонстрації човна, 27 травня 1977, були присутні президент Джиммі Картер і Перша леді.

## Служба

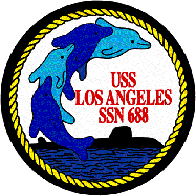
Емблема човна

Перше розгортання пройшло на Середземному морі в 1977 році. З 1978 року був в складі Тихоокеанського флоту, її портом став Перл-Харбор. Протягом найближчих 32 років він провів 17 операцій в Тихому океані. Брав участь в чотирьох навчання країн Азіатсько-Тихоокеанського регіону (RIMPAC), ним було відвідано численні зарубіжні порти Італії, Філіппін, Дієго-Гарсія, Гонконг, Маврикію, Австралії, Японії, Республіки Кореї, Канади і Сінгапуру.
У 2007 році він була найстарішим підводним човном на дійсній службі військово-морського флоту Сполучених Штатів. Військово-морський флот списав Los Angeles 23 січня 2010 року в порту міста Лос-Анджелес. 1 лютого 2010 року був інактивований і виведений з експлуатації 4 лютого 2011 року.